# Sara Pons Arnal
Sara Pons Arnal   (Lleida, 1970) és una escultora catalana establerta a Granyena de les Garrigues. És autora d'obres d'art públic com l'estàtua de bronze d'Anne Frank situada a la plaça dedicada a l'escriptora a Barcelona (2001), La dama de la làmpada (Florence Nightingale) (2021) als jardins de George Orwell de l'Hospital Universitari de Santa Maria de Lleida, i de la Ruta de les Fades de Mormur a Balaguer.